# Backhaul

Backhaul

Mit Backhaul (englisch Rücktransport) bezeichnet man die Anbindung eines vorgelagerten, meist hierarchisch untergeordneten Netzknotens an einen zentralen Netzknoten. Der Begriff beschreibt nur die Funktion der Anbindung und trifft keine Aussage über die zur Realisierung verwendete Technik.

## Beispiele
- Die weit verteilten Basisstationen (BTS) eines Mobilfunknetzes benötigen einen Backhaul zum übergeordneten Base Station Controller (BSC), der meist als Richtfunk-Verbindung oder als PCM30-Leitung realisiert ist.
- Die DSLAMs eines DSL-Providers, die sich in Ortsvermittlungsstellen oder Kabelverzweigern befinden, benötigen einen Backhaul zum nächstgelegenen ATM- bzw. Ethernet-Knoten.
- WLAN- oder WiMAX-APs benötigen ihrerseits eine Anbindung an das Internet.
- Bei Radio und Fernsehen bezeichnet man als Backhaul die Verbindung zwischen einem Reporter-Team vor Ort mit Übertragungswagen (SNG-Fahrzeug) und dem Sendestudio.

## Eingesetzte Übertragungstechniken
Da der Begriff Backhaul nur die logische Funktion beschreibt, können alle denkbaren Übertragungstechniken zum Einsatz kommen. In der Praxis kommen, je nach Szenario, vor allem folgende Techniken zum Einsatz:
- „Punkt-zu-Punkt“-Richtfunk- oder Satellitenverbindungen
- „Punkt-zu-Mehrpunkt“-Funkverbindungen, z. B. WLAN oder WiMAX
- Leitungsverbindungen in DSL-, PDH/SDH-, ATM- oder Ethernet-Technik